# 德氏擬刮食杜父魚
德氏擬刮食杜父魚，為輻鰭魚綱鮋形目杜父魚亞目杜父魚科的其中一種，為溫帶海水魚，分布於西北太平洋日本北部及俄羅斯遠東地區海域，棲息深度0-20公尺，體長可達7公分，棲息在砂底質底層水域，生活習性不明。